# Sivi Vukovi
Die Sivi vukovi (Graue Wölfe) waren eine Einheit des serbischen Innenministeriums, die von Slobodan „Lugar“ Miljković befehligt wurde.
Den Mitgliedern der Sivi Vukovi werden von den UN-Anklägern Kriegsverbrechen im Bosnienkrieg in der Umgebung der nordbosnischen Stadt Bosanski Šamac vorgeworfen.
Slobodan Miljković wurde am 8. August 1998 in einem Café in Kragujevac erschossen. Als Täter wurde Branislav Luković, Mitarbeiter des serbischen Staatssicherheitsdienstes, verhaftet und im Februar 1999 zu 15 Jahren Gefängnis verurteilt.